# Суринамска череша
Суринамската череша, известна още като бразилска череша (Eugenia uniflora), е цъфтящо растение от семейство Миртови (Myrtaceae).

## Разпространение
Видът е родом от тропическото източно крайбрежие на Южна Америка. Разпространен е от Суринам и Френска Гвиана до южна Бразилия, както и в Уругвай и части от Парагвай и Аржентина. Често се използва в градините като жив плет или параван.
Дървото е внесено на Бермудските острови за декоративни цели, но сега е извън контрол и е включено като инвазивен вид. Дървото също е внесено във Флорида.

## Употреба

### Кулинария
Ядливият плод е ботаническо зрънце. Вкусът варира от сладък до кисел в зависимост от сорта и степента на зрялост (по-тъмночервеният до черен диапазон е доста сладък, докато зеленият до оранжевият диапазон е изключително тръпчив). Неговата преобладаваща употреба в храната е като ароматизатор и основа за конфитюри и желета. Плодът е с високо съдържание на витамин С и източник на провитамин А.

### Репелент
Eugenia uniflora се използва като репелент срещу насекоми. Листата се разпръскват по подовете на някои къщи в Бразилия, така че когато се смачкат под краката, те излъчват миризма, която отблъсква мухите.

### Медицина
Eugenia uniflora има няколко значими фармакологични свойства. Неговото етерично масло е антихипертензивно антидиабетно, противотуморно и аналгетично и е показало антивирусно и противогъбично действие. То действа срещу микроорганизми като Trichomonas gallinae (in vitro), Trypanosoma cruzi и Leishmania amazonensis.
Притежава и значителни противовъзпалителни свойства и се използва широко като народен лек в Южна Америка срещу стомашни заболявания.

## Галерия
- Млади листа
- Цъфтеж
- Плодове на дървото
- Плодове